# 8th Canadian Hussars (Princess Louise's)
Les 8th Canadian Hussars (Princess Louise's) sont un régiment blindé de la Première réserve de l'Armée canadienne. Il fait partie du 37e Groupe-brigade du Canada au sein de la 5e Division du Canada. Son quartier général est stationné à Moncton et il comprend également un détachement à Sussex au Nouveau-Brunswick. Il s'agit du plus ancien régiment de cavalerie toujours actif au Canada.
L'unité a été créée en 1869 à Apohaqui (en) au Nouveau-Brunswick sous le nom de « New Brunswick Regiment of Yeomanry Cavalry ». En 1872, elle fut renommée « 8th Regiment of Cavalry » et, en 1884, « 8th Princess Louise's New Brunswick Regiment of Cavalry ». La mention de hussars fut ajoutée à son nom en 1893 lorsqu'elle fut renommée en « 8th "Princess Louise's New Brunswick Hussars" ». Durant la Seconde Guerre mondiale, en 1941, le régiment fut converti à l'arme blindée et renommé « 5th Armoured Regiment, 8th Princess Louise's (New Brunswick) Hussars ». En 1949, il fut renommé « 8th Princess Louise's (New Brunswick) Hussars (5th Armoured Regiment) » » et, en 1957, « 2/8th Canadian Hussars (Princess Louise's) ». Il adopta son nom actuel, « 8th Canadian Hussars (Princess Louise's) », en 1960.
En plus de leur propre histoire, les 8th Canadian Hussars (Princess Louise's) perpétuent l'héritage des 1er et 2e Bataillon du Westmorland County Regiment qui ont servi durant la guerre de 1812 et du 6th Regiment, Canadian Mounted Rifles, CEF qui a servi au sein du Corps expéditionnaire canadien de la Première Guerre mondiale.

## Rôle et organisation

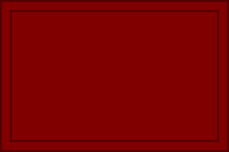
Insigne distinctif de la 5e Division du Canada

8th Canadian Hussars (Princess Louise's) sont un régiment du Corps blindé royal canadien. Il fait partie du 37e Groupe-brigade du Canada, un groupe-brigade de la Première réserve de l'Armée canadienne qui fait lui-même partie de la 5e Division du Canada. Son quartier général est stationné à Moncton et il comprend également un escadron à Sussex au Nouveau-Brunswick. L'effectif du régiment est de 175 soldats. Le commandant du régiment est le lieutenant-colonel Tom Peppard,.
Tout comme c'est le cas pour les autres unités de la Première réserve de l'Armée canadienne, le rôle des 8th Canadian Hussars (Princess Louise's) est de former des soldats à temps partiel afin de servir de renfort lors des opérations des Forces armées canadiennes ainsi que d'être prêts pour le service actif pour appuyer les autorités civiles lors de catastrophes naturelles dans la région locale. Par exemple, des membres du régiment ont servi lors de missions de l'OTAN ou de l'ONU au Moyen-Orient, en Extrême-Orient et à Chypre.

## Équipement

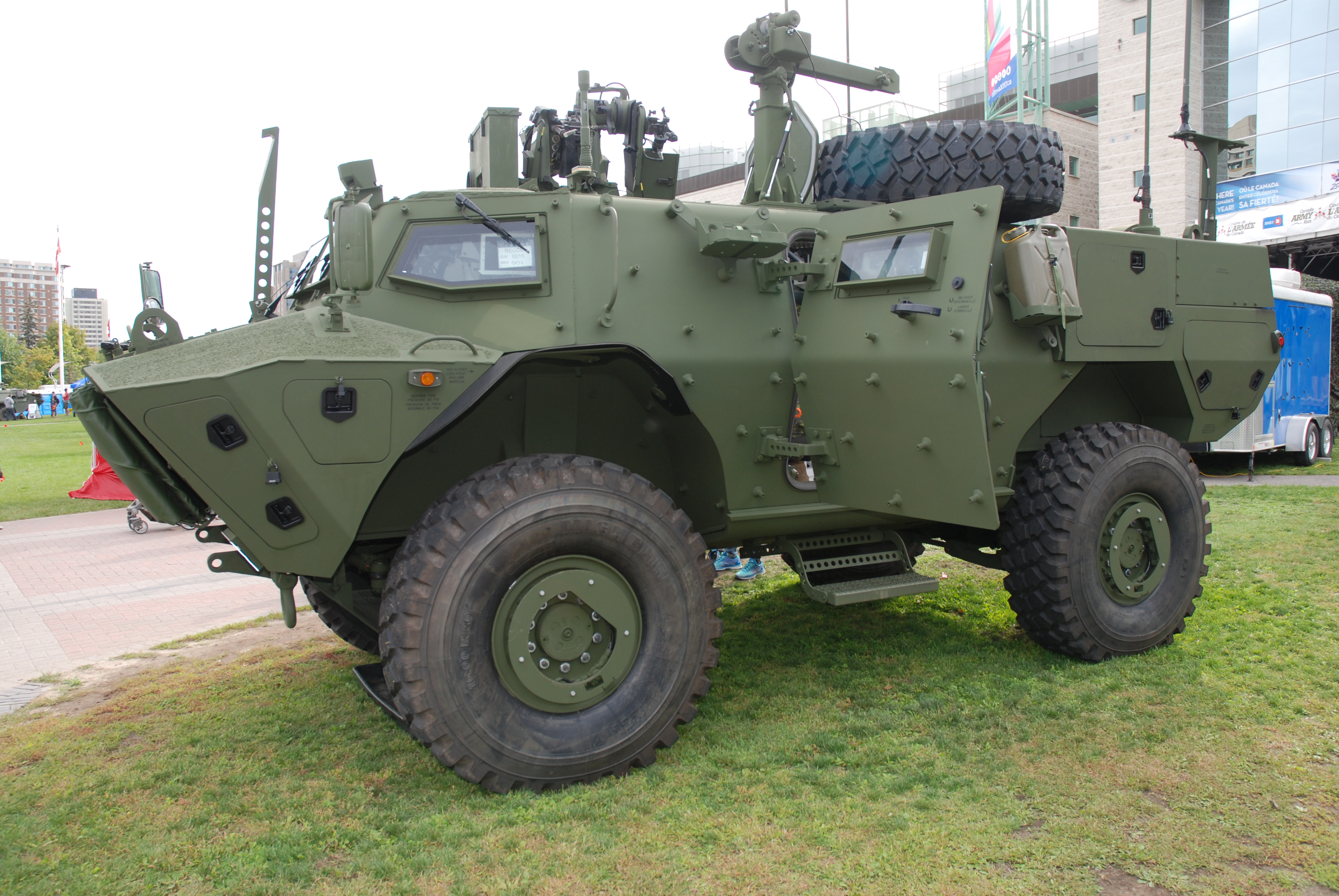
Le (VBTP)

Les véhicules utilisés par le régiment incluent le véhicule utilitaire léger à roues (G Wagon), le système de véhicules de soutien moyen (en) (SVSM) et le véhicule blindé tactique de patrouille (en) (VBTP).

## Histoire

### Origines

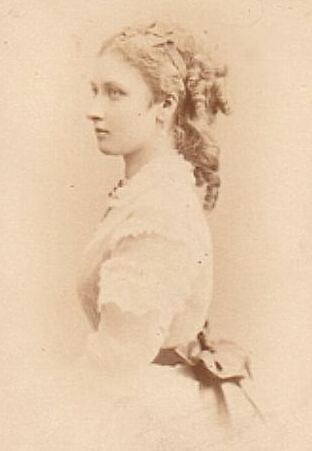
La princesse Louise dont le nom a été ajouté à celui du régiment en 1884

L'unité a officiellement été créée à Apohaqui (en) au Nouveau-Brunswick le 30 avril 1869 sous le nom de « New Brunswick Regiment of Yeomanry Cavalry ». Bien qu'une unité ait existé avant la Confédération canadienne en 1867, d'un point de vue légal, celle-ci a automatiquement cessé d'exister puisqu'elle n'a pas été ré-enrôlée au sein de la milice du Dominion du Canada.
Néanmoins, on peut retracer les origines du régiment au Saunders Horse. En effet, le capitaine John Saunders avait formé une troupe à cheval dans le comté Princess Anne (en) en Virginie en 1775 afin de combattre les rebelles en étant loyal au souverain britannique. Après la guerre d'indépendance des États-Unis et la défaite des Loyalistes, le régiment s'embarqua, en septembre 1783, pour la Nouvelle-Écosse et arriva à Saint-Jean le 27 septembre. Ses soldats s'établirent alors dans les vallées du fleuve Saint-Jean et de la rivière Kennebecasis. En 1848, il existait 11 troupes de cavalerie distinctes dans la région. Par une ordonnance de la milice datée du 4 avril 1848, celles-ci furent regroupées pour former le régiment New Brunswick Yeomanry Cavalry. Les 8th Canadian Hussars (Princess Louise's) utilisent donc cette date comme celle de fondation du régiment,,.
Le 31 mai 1872, elle fut renommée « 8th Regiment of Cavalry ».
En 1879, le régiment a monté la garde pour le gouverneur général du Canada et son épouse, la princesse Louise. Ainsi, ils furent autorisés à ajouter le nom de cette dernière au nom du régiment le 18 juillet 1884 et devinrent le « 8th Princess Louise's New Brunswick Regiment of Cavalry »,.

Le 1er janvier 1893, elle fut à nouveau renommée pour devenir « 8th "Princess Louise's New Brunswick Hussars" ».

### Seconde Guerre mondiale
Dans la foulée de la Seconde Guerre mondiale, le 24 mai 1940, le régiment mobilisa une unité appelée « 4th Canadian Motorcycle Regiment, CASF (8 NBH) » pour le service actif. Le 9 février 1941, celle-ci fut convertie à l'arme blindée et renommée « 8th Princess Louise's (New Brunswick) Hussars) CAC, CASF ».
Le 11 février 1941, le régiment fut renommé en « 5th Armoured Regiment (8th Princess Louise's (New Brunswick) Hussars » et l'unité en service actif fut également renommée ainsi.
Le 9 octobre 1941, cette dernière s'embarqua pour la Grande-Bretagne. Le 19 décembre 1943, elle débarqua à Naples en Italie où elle combattit comme composante de la 5e Brigade blindée de la 5e Division blindée canadienne. Le 17 février 1945, elle fut envoyée dans le Nord-Ouest de l'Europe où elle continua à combattre jusqu'à la fin du conflit. Elle fut officiellement dissoute le 15 février 1945. Ses soldats arrivèrent à Halifax en Nouvelle-Écosse le 26 janvier 1946 et se rendirent à Sussex au Nouveau-Brunswick le lendemain où ils furent finalement démobilisés.

### Histoire récente
Le 4 février 1949, le régiment fut renommé en « 8th Princess Louise's (New Brunswick) Hussars (5th Armoured Regiment) » et, le 29 janvier 1957, en « 2/8th Canadian Hussars (Princess Louise's) ».
En 1950, le régiment fournit des soldats pour servir avec la force spéciale déployée pour la guerre de Corée. L'année suivante, il fournit une troupe pour servir en Allemagne.
Le 1er janvier 1960, il fut à nouveau renommé pour devenir « 8th Canadian Hussars (Princess Louise's) (Militia) » avant de finalement adopter son nom actuel, « 8th Canadian Hussars (Princess Louise's) », le 15 avril 1993.
Le 27 juin 1998, le régiment a célébré son 150e anniversaire. Pour l'occasion, la colonel en chef du régiment, la princesse royale Anne a présenté un nouveau guidon au régiment. L'ancien guidon a été déposé à l'église anglicane St. Michael's à Hampton au Nouveau-Brunswick en septembre de la même année.
Lors de la crise d'Oka au Québec en 1990, le régiment a envoyé une troupe. Lors de la tempête de verglas de 1998, le régiment a envoyé un peloton à Saint-Stephen au Nouveau-Brunswick pour appuyer à la réparation des infrastructures. La même année, il a envoyé des soldats pour appuyer à la récupération à la suite de l'écrasement du vol Swissair 111.

## Perpétuations
En plus de leur propre histoire, les 8th Canadian Hussars (Princess Louise's) perpétuent l'héritage des 1er et 2e Bataillon du Westmorland County Regiment qui ont servi durant la guerre de 1812.
De plus, le 2 juin 1960, ils ont été autorisés à perpétuer l'héritage du 6th Regiment, Canadian Mounted Rifles, CEF. Celui-ci a été créé dans la foulée de la Première Guerre mondiale, le 7 novembre 1914, pour servir au sein du Corps expéditionnaire canadien. Le 17 juillet 1915, il s'embarqua pour la Grande-Bretagne. Le 24 octobre suivant, il débarqua en France pour continuer à s'entraîner. Le 2 janvier 1916, son personnel fut transféré aux 4e et 5e Bataillon des Canadian Mounted Rifles. Le régiment fut officiellement dissous le 18 février 1918.

## Honneurs de bataille

Guidon des 8th Canadian Hussars (Princess Louise's)

Les honneurs de bataille sont le droit donné par la Couronne au régiment d'apposer sur ses couleurs les noms des batailles ou des conflits dans lesquels il s'est illustré.
| Première Guerre mondiale                                                                 | Première Guerre mondiale         |
| ---------------------------------------------------------------------------------------- | -------------------------------- |
| Mont Sorrel (*)                                                                          | Somme, 1916 (*)                  |
| France et Flandres, 1915-16 (*)                                                          |                                  |
| Seconde Guerre mondiale                                                                  |                                  |
| Vallée du Liri (*)                                                                       | Traversée de la Melfa (*)        |
| Ceprano                                                                                  | Ligne gothique (*)               |
| Montecchio (*)                                                                           | Tomba di Pesaro                  |
| Coriano (*)                                                                              | Passage du Lamone (*)            |
| Crête de Misano                                                                          | Conventello-Comacchio            |
| Italie, 1944 1945 (*)                                                                    | Ijsselmeer (*)                   |
| Poche de Delfzijl (*)                                                                    | Nord-Ouest de l'Europe, 1945 (*) |
| Guerre d'Afghanistan                                                                     |                                  |
| Afghanistan                                                                              |                                  |
| (*) Indique un honneur de bataille qui est blasonné sur le drapeau consacré du régiment. |                                  |

En plus des honneurs de bataille ci-dessus, The Halifax Rifles (RCAC) détient la distinction honorifique non blasonnable « Défense du Canada – 1812-1815 – Defence of Canada ».

## Traditions et patrimoine

Drapeau de camp des 8th Canadian Hussars (Princess Louise's)

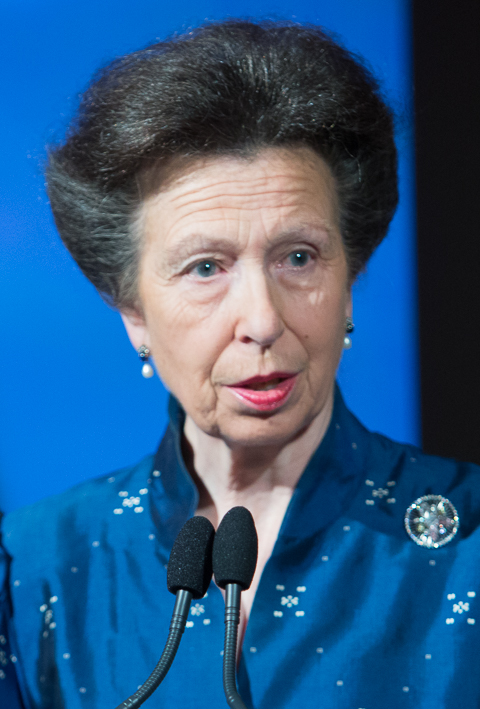
Son Altesse Royale la princesse royale Anne, colonel en chef des 8th Canadian Hussars (Princess Louise's)

Les traditions et les symboles des 8th Canadian Hussars (Princess Louise's) sont les éléments essentiels à l'identité régimentaire. Le symbole le plus important est l'insigne du régiment qui est composé des chiffres romains « VIII », signifiant « 8 », entourés d'un surfait noué d'azur liséré d'or portant l'inscription « Canadian Hussars - Princess Louise's » en lettres majuscules d'or, sommé de la couronne d'un enfant cadet du souverain également d'or et soutenu d'un listel rouge liséré d'or portant l'inscription « Regi Patriaque Fidelis » aussi en lettres majuscules d'or. « Regi Patriaque Fidelis » est la devise du régiment et signifie « Fidèle à mon roi et à ma patrie » en latin,.
Un autre élément important de l'identité d'un régiment sont les marches régimentaires. La marche rapide des 8th Canadian Hussars (Princess Louise's) est The Galloping 8th Hussars tandis que leur marche lente est The 8th Hussars.
Outre sa structure opérationnelle, le régiment possède une gouvernance cérémonielle. La position la plus importante de cette gouvernance est celle de colonel en chef. Historiquement, le colonel en chef d'un régiment était son mécène, souvent royal. Le colonel en chef des 8th Canadian Hussars (Princess Louise's) est Son Altesse Royale la princesse royale Anne. Elle a été nommée par Sa Majesté la reine le 24 juin 1972. Elle a rendu visite au régiment à plusieurs reprises, incluant pour célébrer son 150e anniversaire à Moncton en 1998.
Les 8th Canadian Hussars (Princess Louise's) sont affiliés avec The Queen's Royal Hussars (The Queen's Own and Royal Irish) (en), le plus ancien régiment blindé du Royaume-Uni. Ils sont également affiliés avec The Queen's York Rangers, RCAC, un autre régiment du Corps blindé royal canadien,.
Le régiment est également affilié avec cinq corps des Cadets royaux de l'Armée canadienne à Moncton, Port Elgin, Sussex, Shédiac et Dieppe au Nouveau-Brunswick.

## Musée régimentaire

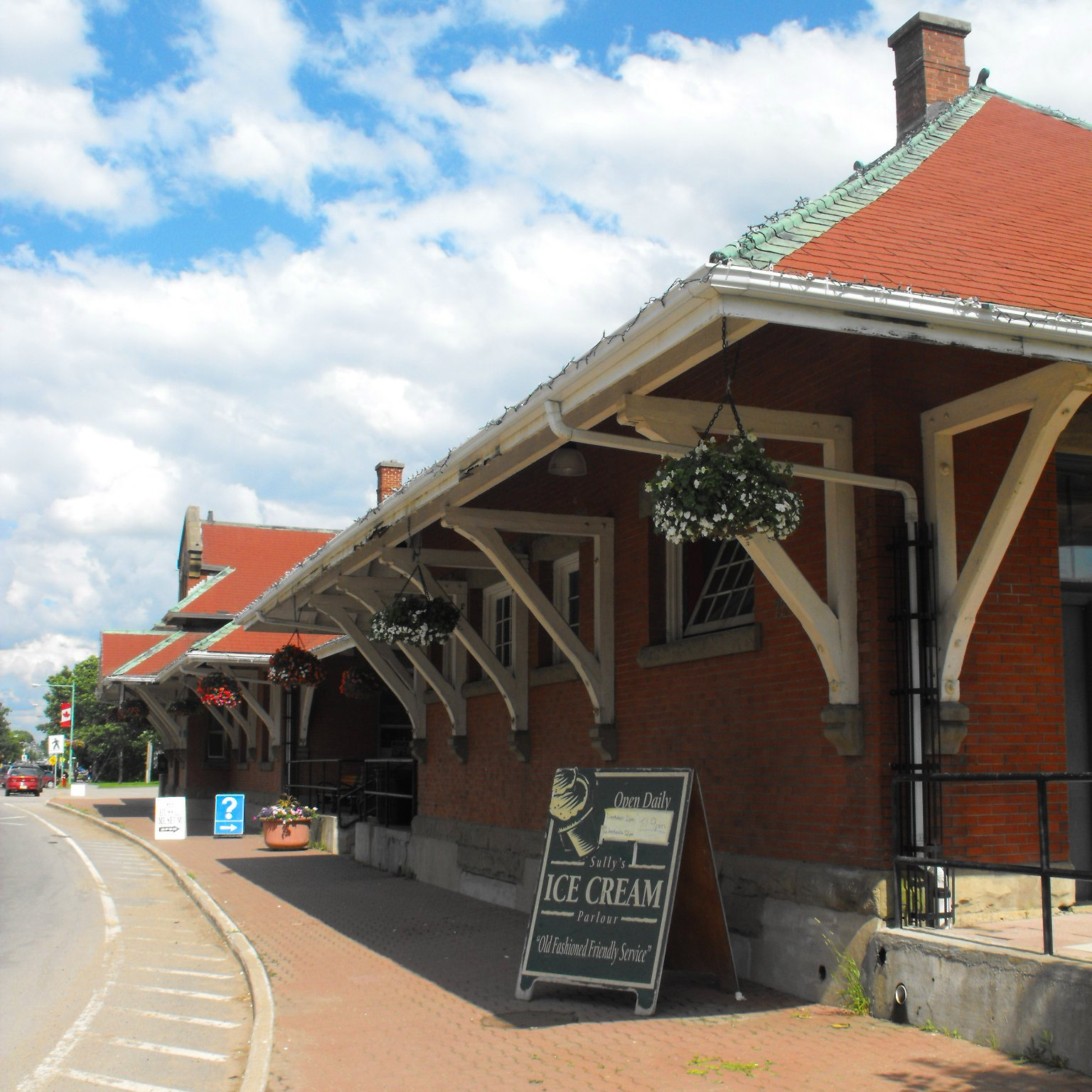
La gare de Sussex qui comprend le musée des 8th Hussars

Le musée des 8th Hussars est situé dans la gare de Sussex, une gare patrimoniale à Sussex au Nouveau-Brunswick. Il est associé aux musées de la Fundy Heritage Zone.